# Ossett United FC
Ossett United FC (celým názvem: Ossett United Football Club) je anglický fotbalový klub, který sídlí ve městě Ossett v metropolitním hrabství West Yorkshire. Založen byl v roce 2018 po fúzi klubů Ossett Albion a Ossett Town. Od sezóny 2018/19 hraje v Northern Premier League Division One East (8. nejvyšší soutěž). Klubové barvy jsou modrá a bílá.
Své domácí zápasy odehrává na stadionu Ingfield s kapacitou 1 950 diváků.

## Umístění v jednotlivých sezonách
Stručný přehled
Zdroj: 
- 2018– : Northern Premier League (Division One East)

Jednotlivé ročníky
Zdroj: 
Legenda: Z – zápasy, V – výhry, R – remízy, P – porážky, VG – vstřelené góly, OG – obdržené góly, +/- – rozdíl skóre, B – body, červené podbarvení – sestup, zelené podbarvení – postup, fialové podbarvení – reorganizace, změna skupiny či soutěže
| Anglie (2018 – ) |                                             |        |    |   |   |   |    |    |     |   |        |
| Sezóny           | Liga                                        | Úroveň | Z  | V | R | P | VG | OG | +/- | B | Pozice |
| 2018/19          | Northern Premier League (Division One East) | 8      | 38 |   |   |   |    |    |     |   |        |